# Wientalwasserwerk

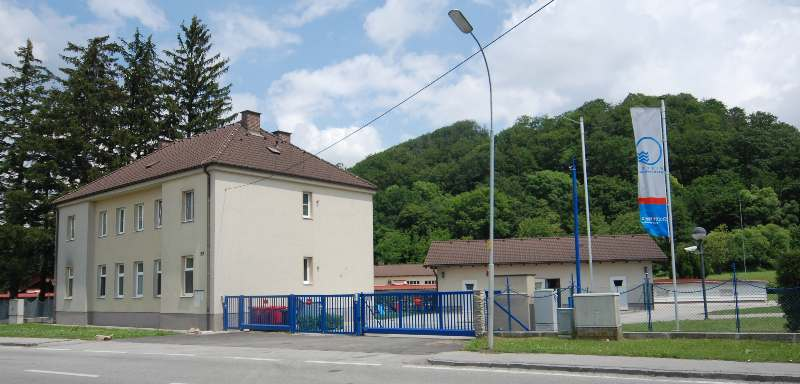
Hauptgebäude des Wientalwasserwerks

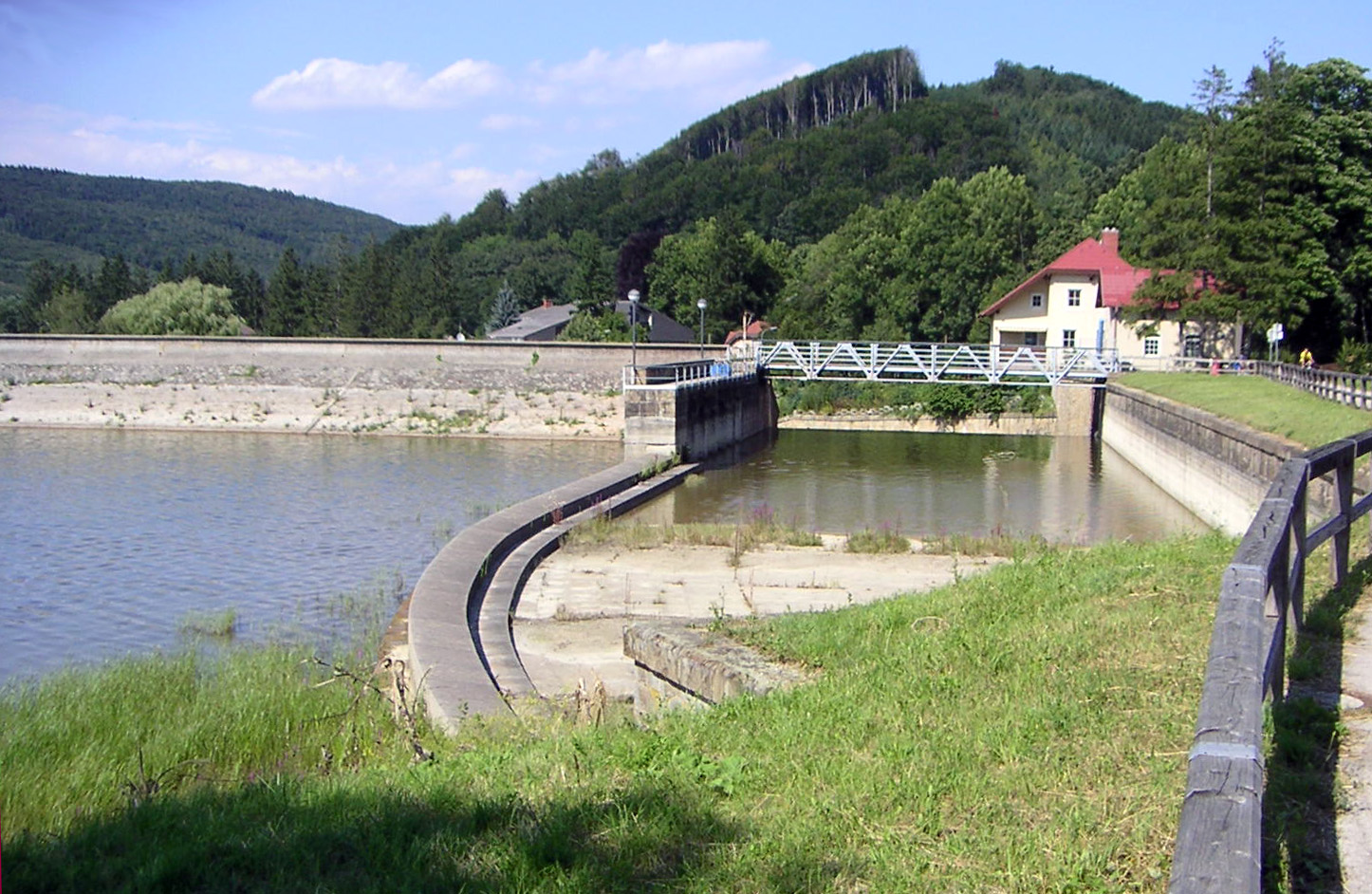
Schleusenbereich des Wienerwaldsees

Das Wientalwasserwerk ist ein Wasserwerk im Gemeindegebiet von Purkersdorf. Es lieferte zunächst ausschließlich Nutzwasser, nach der Übernahme durch die Wiener Wasserwerke wurde bis 2004 auch Trinkwasser für die Stadt Wien und die dazwischenliegenden Gemeinden gewonnen. Das Wasserwerk befindet sich in An der Stadlhütte in der Nähe von Untertullnerbach („An der Stadlhütte“ 3), wo auch das zuständige Postamt steht. Der dazugehörige See – der Wienerwaldsee – liegt zwischen den Gemeinden Tullnerbach, Preßbaum und Purkersdorf.

## Frühere Projekte
- 1781 wollte der Architekt Johann Wilhelm Beyer insgesamt 12 Teiche anlegen (sechs im Mauerbach, drei in der Dürr- und Großwien, einen zwischen Hietzing und der Feldmühle, einen zwischen Meidling und der Schönbrunner Linie, einen bei der Fasanerie des Schönbrunner Gartens)
- 1782 folgte der Vorschlag des Vermessungsoffiziers Oberst Jean-Baptiste Brequin de Demenge, außerhalb der Schönbrunner Linie ein Reservoir mit Wehren, Schleusen und fünf Aufzugtoren zu errichten.

Da sich aber für beide Vorschläge keine Financiers fanden, wurden diese nicht realisiert.
- 1839 soll der am Bau der Kaiser-Ferdinands-Wasserleitung beteiligte Architekt Seitle vorgeschlagen haben, die im Gebiet der k.k. Forstdirektion nutzlos abfließenden Wässer zu sammeln.
- Um 1849 schlug ein gewisser Guggenbichler vor, im Wienflussgebiet Reservoire anzulegen, um einen gleichmäßigen Ablauf des Wienflusswassers zu ermöglichen.
- Einen ähnlichen Vorschlag machte kurz danach ein d´Avigdor. Er wollte bei Ober Sankt Veit Behälter errichten.

Das aus heutiger Sicht wohl unrealistischste Projekt wurde von Franz Atzinger und Heinrich Gravé für Franz Zaillner von Zaillenthal erstellt. Dieser erhielt 1873 die Vorkonzession für die Errichtung eines Schifffahrtskanals von Tulln an der Donau über Mauerbach und Hadersdorf nach Wien. Im Rahmen der Schaffung dieser Schifffahrtsstraße sollte eine Wasserleitung angelegt werden, die Wien reguliert sowie günstigere Verhältnisse zur kommerziellen Verwendung des Flusses geschaffen werden.

## Nutzwassergewinnung

„Situationsplan der Wasserleitungsanlage bei dem Stauweiher nächst Tullnerbach“

Zwar wurde auch dieses Vorhaben in der Form nicht verwirklicht, doch brachte es zum ersten Mal die Nutzung des Wienflusses zur Wasserversorgung Wiens zur Sprache, und dieses Ziel verfolgte Franz Zaillner von Zaillenthal weiter.
Im Jahr 1877 richtete er eine Anfrage an die Bezirkshauptmannschaft Sechshaus, ob das Projekt einer Wasserleitung überhaupt zulässig sei. Als ihm dies bestätigt wurde, begann Franz Zaillner von Zaillenthal mit der Suche nach Geldgebern. 1878 ersuchte er die Statthalterei um das ausschließliche Benutzungsrecht des Wienflusswassers oberhalb von Hütteldorf, da ihm dies bei der Suche nach Financiers helfen und Vertragsverhandlungen erleichtern würde.
Zwischen dem 29. Oktober 1879 und dem 22. Mai 1880 fand mit Unterbrechungen die erste wasserrechtliche Verhandlung über die geplanten Stauweiher Wolfsgrabenreservoir, Gablitzreservoir, Dammbachreservoir, Unteres Mauerbachreservoir und Oberes Mauerbachreservoir statt.
Die Gemeinde Wien stellte sich gegen dieses Projekt. Gefordert wurde eine ständige Durchflussmenge von 11.360 Kubikmeter Wasser pro Tag. Später wurde auch heftig darüber diskutiert, wem das Wienflusswasser überhaupt gehört – Wien stellte sich auf den Standpunkt, dass auch dieses, da ihr im Stadtgebiet sowohl das Flussbett als auch die Ufer gehörten, ihr Eigentum war. Ein weiterer Streitpunkt war das Recht, die Wasserleitungsrohre unter den Fahrbahnen der Straßen der Stadt zu vergraben.
Am 1. Juni 1880 erteilte die Bezirkshauptmannschaft von Sechshaus Franz Zailler von Zaillenthal die Bewilligung zur Herstellung und zum Betriebe einer Wasserleitung mittels Anlage von Reservoiren nebst Rohrleitung zur Versorgung der westlichen Vororte Wiens mit Nutz- und Trinkwasser aus dem gesamten Gebiete des Wienflusses und seiner Nebenbäche oberhalb Hütteldorf unter einer Reihe von Auflagen. Unterdessen hatten sich allerdings die Geldgeber, denen die Verhandlung zu lange gedauert hatte, zurückgezogen.
Da aus diesem Grund eine der wichtigsten Auflagen, die Hinterlegung einer Kaution, nicht erfüllt werden konnte, suchte Franz Zailler von Zaillenthal mehrfach um eine Fristverlängerung an, die ihm auch jedes Mal gewährt wurde. 1884 ging die Konzession zur Errichtung des Wientalwasserwerks an die Aktiengesellschaft „Vienna-West-Water-Works-Compagnie Limited“ in London über.
Zwischen 1887 und 1895 fanden mehrere weitere wasserrechtliche Verhandlungen über die Detailpläne des Wolfsgrabenreservoirs, Dammbachreservoirs, Gablitzgrabenreservoirs und des Mauerbachreservoirs statt, die immer wieder Überarbeitungen der Pläne zur Folge hatten.
Im Jahr 1893 ging die Konzession von der in Liquidation befindlichen „Vienna-West-Water-Works-Compagnie Limited“ an die belgische „Compagnie des Eaux de Vienne, Societé anonyme“ mit Sitz in Brüssel über.
1895 wurde endlich die geforderte Kaution erlegt und mit der Errichtung des Wolfsgraben-Stauweihers durch den Bau eines 240 Meter langen Erddamms und maximal 13 Metern Höhe begonnen. Die Streitfrage mit der Gemeinde Wien, die Rohrleitung unter Straßen der Gemeinde Wien verlegen zu dürfen, war zu diesem Zeitpunkt noch nicht geklärt.
Der Streit um das Recht, unter Straßen der Stadt Wien Rohrleitungen vergraben zu dürfen, sollte zwischen dem 22. August 1896 und dem 12. März 1897 bei einem Behördenverfahren entschieden werden und ging schließlich bis zum Verwaltungsgerichtshof. Da aber unterdessen zwischen der Stadt Wien und der „Compagnie des Eaux de Vienne, Societé anonyme“ ein Wasserlieferungsvertrag abgeschlossen worden war, wurde der Rechtsstreit beendet.

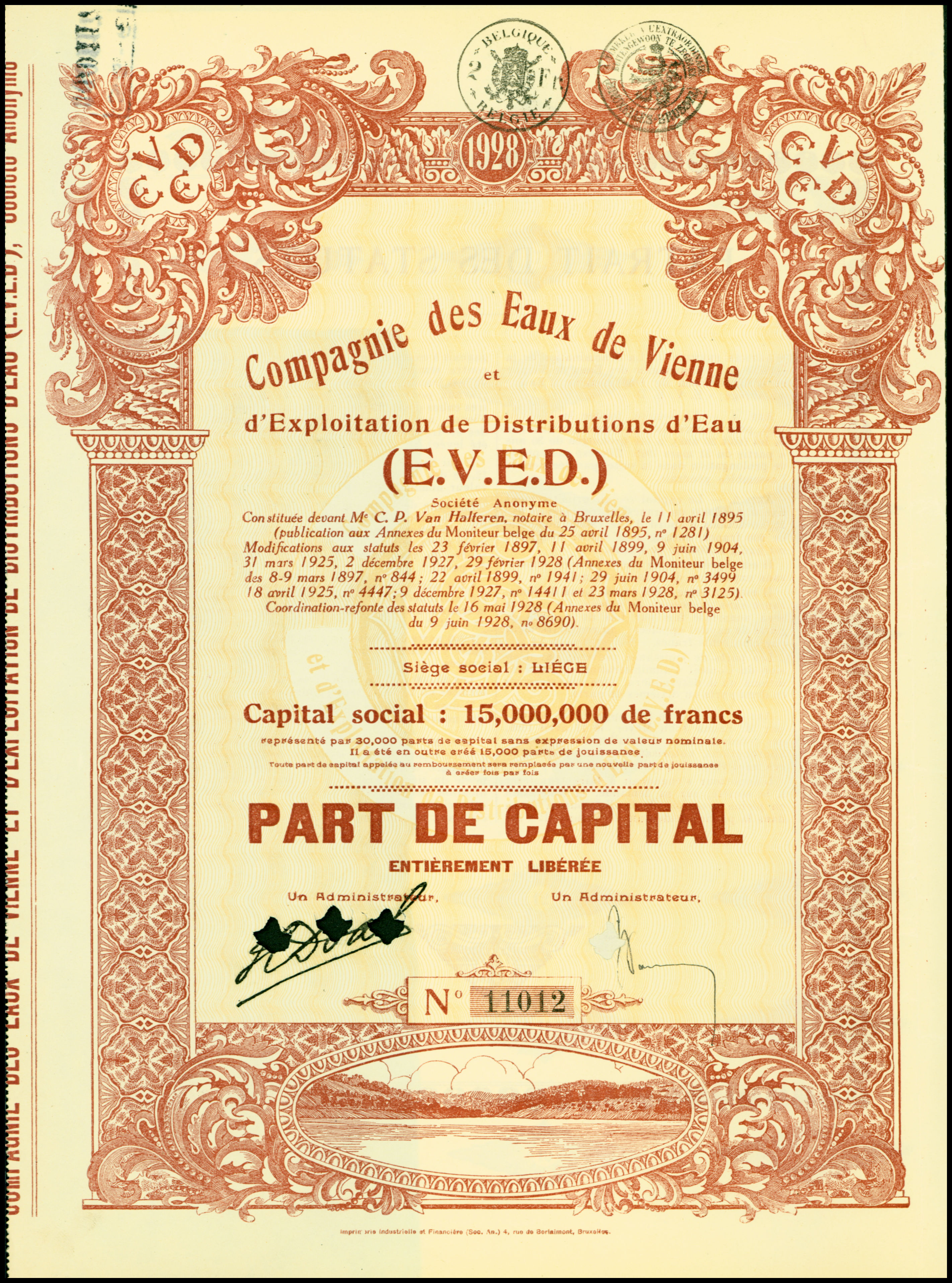
Kapitalanteil der Comp. des Eaux de Vienne vom 9. Juli 1928

In diesem Wasserlieferungsvertrag vom 8. Juli 1898 sicherte die „Compagnie des Eaux de Vienne, Societé anonyme“ der Stadt Wien die Lieferung von maximal 25.000 Kubikmetern Nutzwasser täglich zu, wobei die Stadt im Jahresdurchschnitt 10.000 Kubikmeter täglich abzunehmen hatte. Die Gemeinde Wien verpflichtete sich dafür, an Private und für industrielle Zwecke – ausgenommen Lebensmittel- und Genussmittelfabriken – nur Nutzwasser aus der Wientalwasserleitung abzugeben.
Nach mehrmaliger Filtrierung (ursprünglich Wormser Sandplatten-Filtersystem (System Fischer), später Sandplattenfilter Zürcher System) wurde das Wasser durch eine rund 10 Kilometer lange Rohrleitung in den Wasserbehälter Breitensee der Wientalwasserleitung in Wien-Penzing (Altebergenstraße 3) geleitet, wo es nach Durchlaufen eines Wasserzählers von der Gemeinde Wien übernommen wurde. Das ursprünglich zugestandene Recht, auch Trinkwasser liefern zu dürfen, war der „Compagnie des Eaux de Vienne, Societé anonyme“ von den Behörden entzogen worden.
In der Stadt selbst wurde das Nutzwasser über ein rund 140 Kilometer langes Leitungsnetz an die Endabnehmer (Stadtbahnstation Hauptzollamt, Wasserzählerwerkstätte der Wiener Wasserwerke, Wasserzählerfabrik Bernhardt und Söhne (Meidling, Schönbrunner Straße 173), ÖBB-Bahnhof Hütteldorf, ÖBB-Wasserturm Laxenburger Straße 2, Theresienbad Meidling, einige weitere städtische Bäder sowie einige private Hydranten) verteilt (Stand 1927). 1928 wurden rund 2,7 Mio. Kubikmeter Wasser geliefert.
Zwischen 1901 und 1903 stand die „Compagnie des Eaux de Vienne, Societé anonyme“ wegen Zahlungsschwierigkeiten unter Zwangsverwaltung. 1905 wurde der Bau des Dammbach-Reservoirs beschlossen, vom Bau der übrigen Behälter wurde zurückgetreten, was aber von verschiedenen Stellen beeinsprucht wurde. Zwischen August 1921 und 1927 war die Wasserlieferung wegen eines schwebenden Rechtsstreites eingestellt.

## Trinkwasserwerk

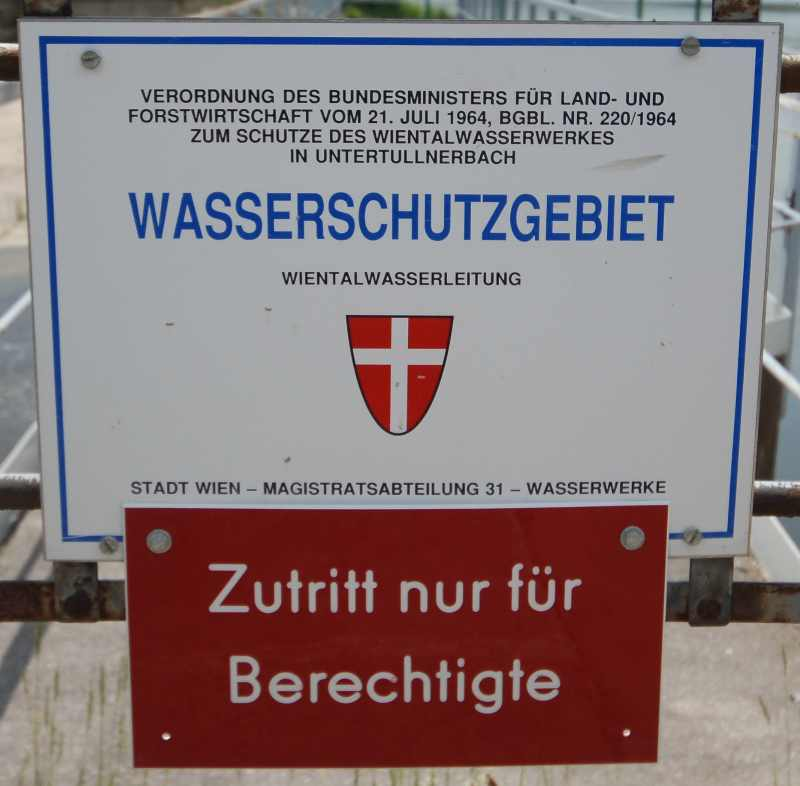
Der Wienerwaldsee als Wasserschutzgebiet

Im Wasserlieferungsvertrag war eine Goldklausel enthalten, welche die belgische Firma in die Lage versetzte, immer wieder höhere Preise zu verlangen, so dass sich die Stadt Wien schließlich entschloss, das Wientalwasserwerk käuflich zu erwerben. Der Kaufpreis davon lag bei 20 Millionen Schilling, die Hälfte davon musste in belgischen Franken bezahlt werden. Beschlossen wurde diese Transaktion am 14. November 1957 vom Wiener Gemeinderat. Am 2. Mai 1958 ging es in den Besitz der Stadt Wien über und wurde bis 1964 auf eine durchschnittliche Jahresleistung von 7,2 Mio. Kubikmeter ausgebaut.
Im Jahr 2003 lieferte das Wientalwasserwerk 3.482.070 Kubikmeter Wasser oder 2,34 Prozent des im Jahr 2003 insgesamt geförderten Trinkwassers.
Ob ein bestimmtes Verhältnis bei der Zumischung von hier aufbereitetem Trinkwasser zum Wasser der II. Wiener Hochquellenwasserleitung gab, ist nicht bekannt. Allerdings beachteten die Zuständigen während der warmen Jahreszeit immer, dass das kühle Quellwasser nicht durch das von der Sonne erwärmte Oberflächenwasser zu sehr erwärmt wurde.
Im Jahr 2004 wurde die Trinkwassergewinnung im Wientalwasserwerk eingestellt. Grund dafür war, dass für die Erreichung beziehungsweise Einhaltung strenger werdender Qualitätsanforderungen weitere Investitionen erforderlich gewesen wären, deren Höhe in keiner Relation zur gewonnenen Wassermenge gestanden und die daher unwirtschaftlich gewesen wären.
Während die Betriebsgebäude in Purkersdorf von der MA 31 als Betriebsleitung für die Zweite Wiener Hochquellenleitung genutzt werden, wird der Wienerwaldsee seit der Fertigstellung notwendiger Umbauten von der MA 45 als Hochwasserrückhaltebecken genutzt. Das Stauziel wurde zu diesem Zweck um etwa 2,5 Meter abgesenkt.
Auf der gegenüberliegenden Straßenseite, auf An der Stadlhütte 4, befindet sich seit 2010 das Wasser-Technikum Wiental (WTWt). In diesem Testlabor erforscht eine Kooperation aus Medizinische Universität Wien, Veterinärmedizinische Universität Wien, Austrian Institute of Technology und Wiener Wasserwerke als UV-Team Austria in Zusammenarbeit mit Herstellern aus aller Welt die Desinfektion von Trinkwasser durch UV-Strahlen.

## Luftfahrt
Mit dem gescheiterten Versuch von Wilhelm Kress, hier mit seinem selbstgebauten Wasserflugzeug zu starten, ging dieser Stausee in die österreichische Luftfahrtgeschichte ein.

## Kurioses
Zu einem kuriosen Vorfall kam es während der Bauarbeiten des Dammes für das Wolfsgrabenreservoir. Starke Regenfälle am 15. Mai 1897 ließen einen Dammbruch befürchten und so wurden zwischen Tullnerbach und Wien im Abstand von etwa einem Kilometer Kanonen des Militärs aufgestellt, um im Falle eines tatsächlichen Dammbruchs rasch ein Warnsignal nach Wien weiterzugeben. Zu einem derartigen Unglücksfall kam es zwar nicht, der Posten, der sich beim heutigen Sanatorium Purkersdorf befand, gab trotzdem aus unbekannter Ursache einen Schuss ab und löste damit große Aufregung aus.